# Falk
 For alternative betydninger, se Falken (superhelt).
Falkene (Falco) er en gruppe af rovfugle med spidse og smalle vinger. Det er den største slægt i falkefamilien med 38 arter, der findes udbredt over hele verden. Arterne i slægten har ligesom flere andre arter i falkefamilien en såkaldt falketand på næbbet, der hjælper med til at aflive byttet. Med det danske ord "falk" menes en art herfra.

## Arter
I Danmark yngler de tre arter tårnfalk, lærkefalk og vandrefalk. Som trækgæster optræder dværgfalk og aftenfalk samt de skandinaviske fugle af de arter, der også yngler i Danmark. Jagtfalken optræder fåtalligt som strejfgæst.
- Afrikansk lærkefalk, Falco cuvierii
- Amerikansk tårnfalk, Falco sparverius
- Amurfalk, Falco amurensis
- Aplomadofalk, Falco femoralis
- Australsk lærkefalk, Falco longipennis
- Flagermusfalk, Falco rufigularis
- Gråstribet tårnfalk, Falco zoniventris
- Berberfalk, Falco pelegrinoides (sommetider regnet som en underart af Vandrefalk.)
- Sortfalk, Falco subniger
- Brunfalk, Falco berigora
- Tårnfalk, Falco tinnunculus
- Palmefalk, Falco dickinsoni
- Eleonorafalk, Falco eleonorae
- Lærkefalk, Falco subbuteo
- Rævefalk, Falco alopex
- Afrikansk tårnfalk, Falco rupicoloides
- Grå tårnfalk, Falco ardosiaceus
- Gråfalk, Falco hypoleucos
- Jagtfalk, Falco rusticolus
- Laggarfalk, Falco jugger
- Lannerfalk, Falco biarmicus
- Lille tårnfalk, Falco naumanni
- Madagaskartårnfalk, Falco newtoni
- Mauritiustårnfalk, Falco punctatus
- Dværgfalk, Falco columbarius
- Australsk tårnfalk, Falco cenchroides
- Newzealandsk falk, Falco novaeseelandiae
- Rødbrystet falk, Falco deiroleucus
- Orientalsk lærkefalk, Falco severus
- Vandrefalk, Falco peregrinus
- Præriefalk, Falco mexicanus
- Aftenfalk, Falco vespertinus
- Rødhovedet dværgfalk, Falco chicquera
- Slagfalk, Falco cherrug
- Seychellertårnfalk, Falco araea
- Sodfalk, Falco concolor
- Moluktårnfalk, Falco moluccensis
- Taitafalk, Falco fasciinucha